# Jurvansaari (ö i Mellersta Finland)
Jurvansaari är en ö i norra delen av Keitele i Finland. Den ligger i sjön Ylä-Keitele och i kommunen Viitasaari i den ekonomiska regionen  Saarijärvi-Viitasaari och landskapet Mellersta Finland, i den centrala delen av landet, 300 km norr om huvudstaden Helsingfors. Öns area är 39,3 hektar och dess största längd är 1,5 kilometer i sydöst-nordvästlig riktning.